# Soffitto

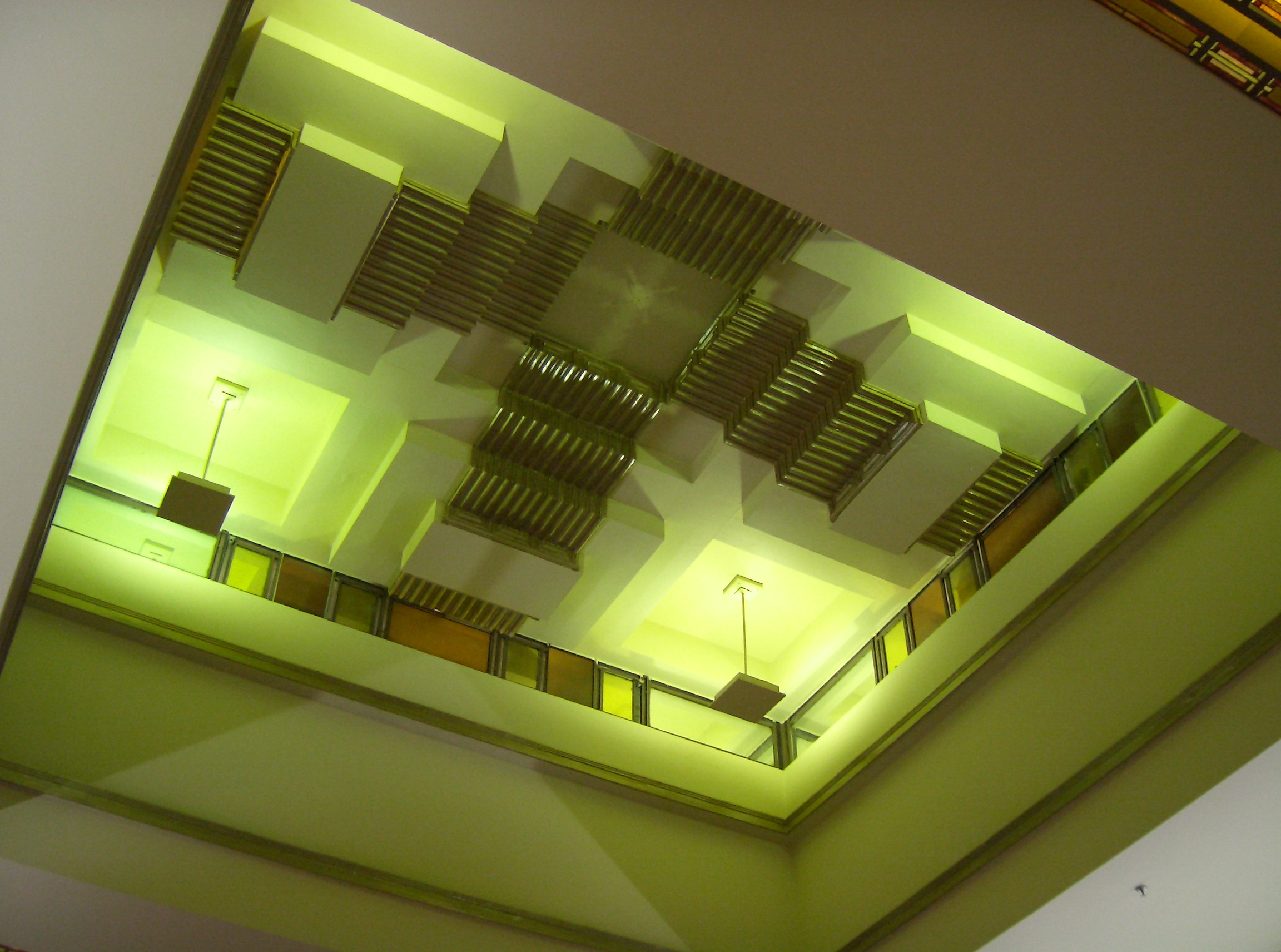
Questo soffitto intricato è parte del Capitol Theatre di Melbourne, in Australia, realizzato dall'architetto Walter Burley Griffin.

Il soffitto è la superficie che fa da limite superiore interno in una stanza. Non è, generalmente, un elemento strutturale; si tratta della parte inferiore di un tetto o di un piano superiore.
I soffitti, soprattutto nel passato, erano spesso decorati con affreschi o mosaici. Uno dei soffitti affrescati più famosi è quello della Cappella Sistina, di Michelangelo Buonarroti.
Un particolare tipo di soffitto è quello a cassettoni, con scomparti regolari solitamente quadrati. Altro tipo di soffitto in uso nei secoli XIV e XV è il cosiddetto soffitto alla francese, nel quale l'interspazio tra le travi a vista che lo sostengono è uguale alla larghezza delle travi stesse.

## Galleria d'immagini

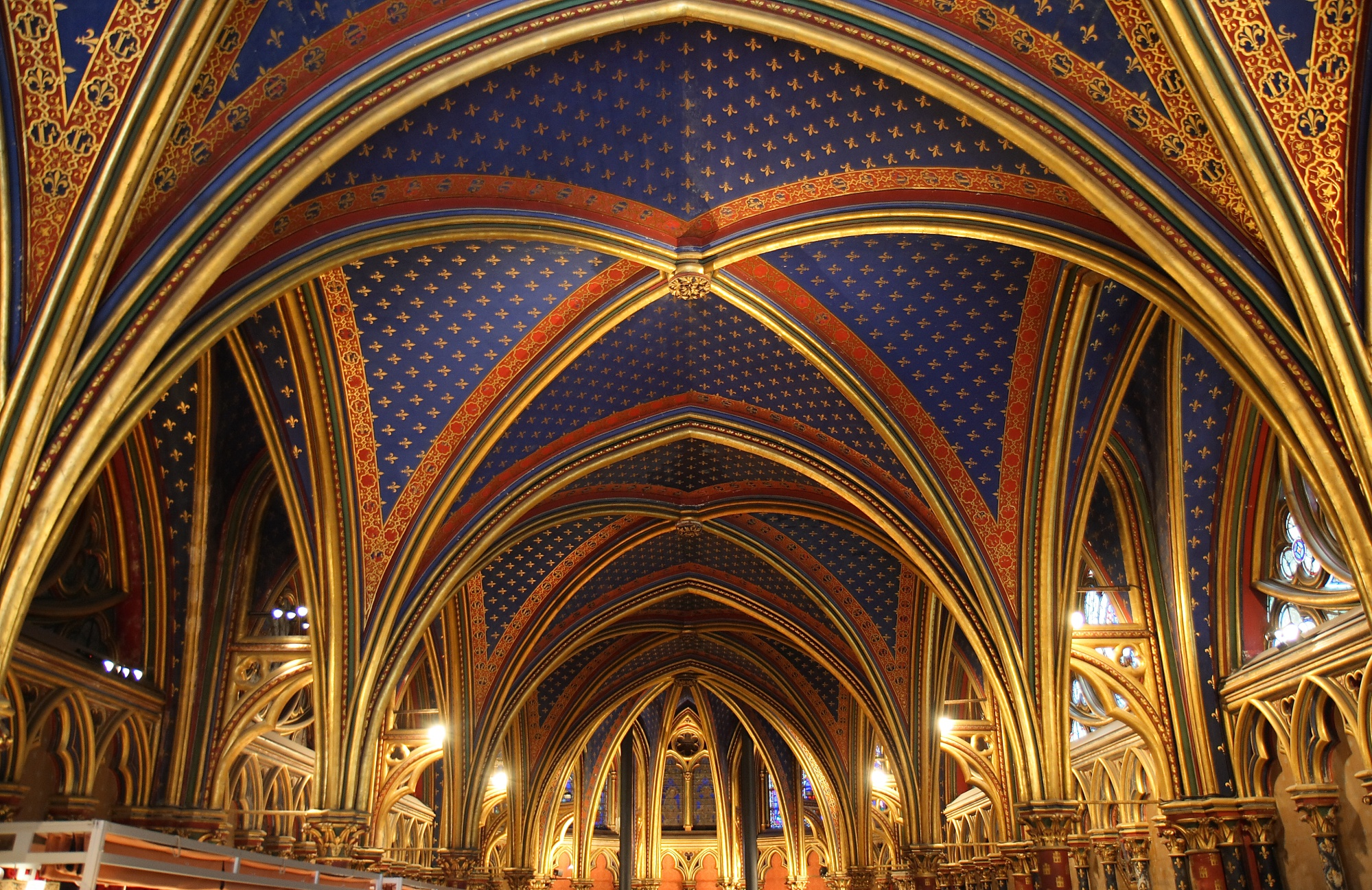
Soffitto della Sainte-Chapelle di Parigi
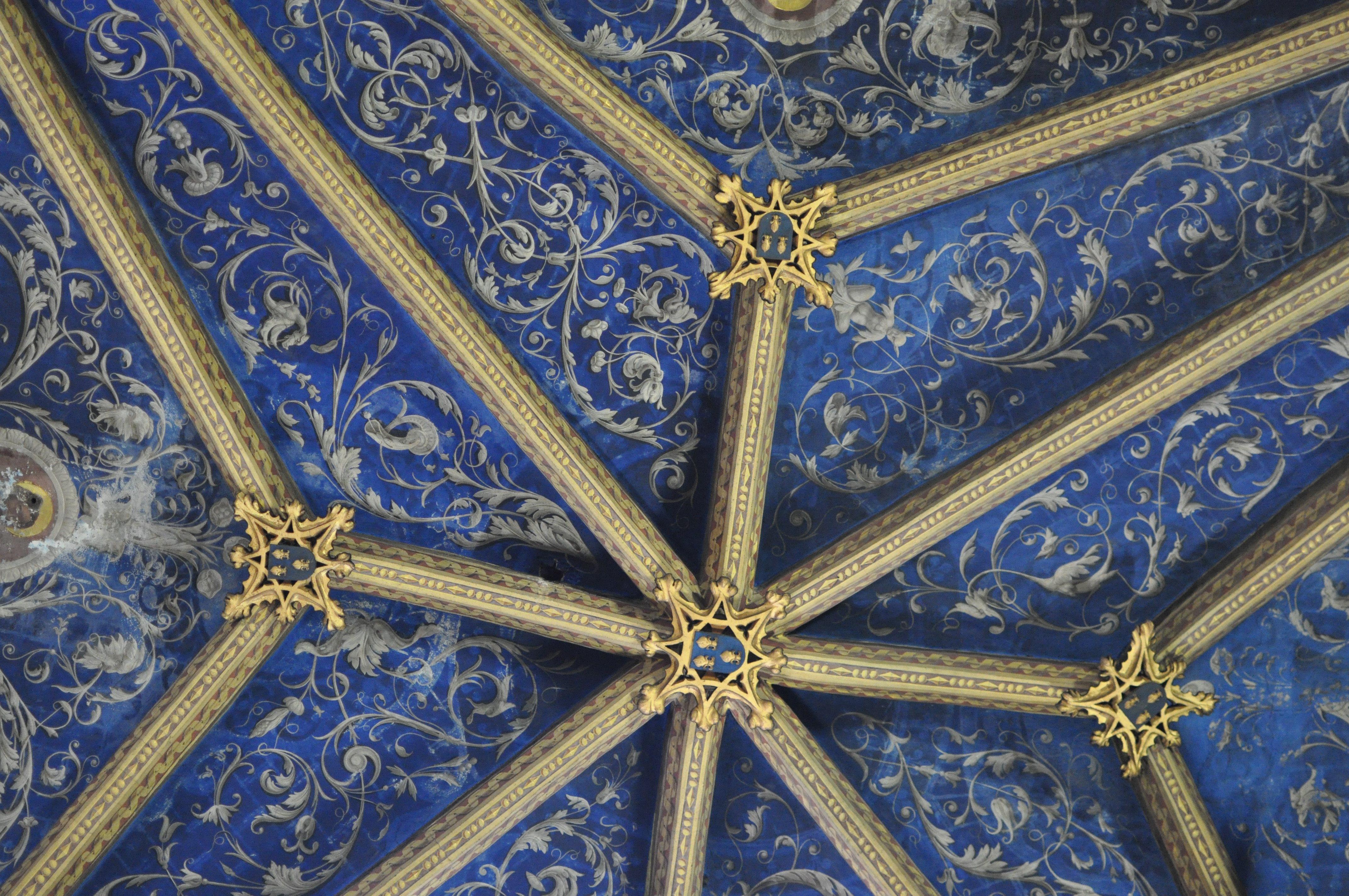
Particolare del soffitto della Chapelle Notre Dame de Nazareth de Toulouse (Tolosa, Francia)
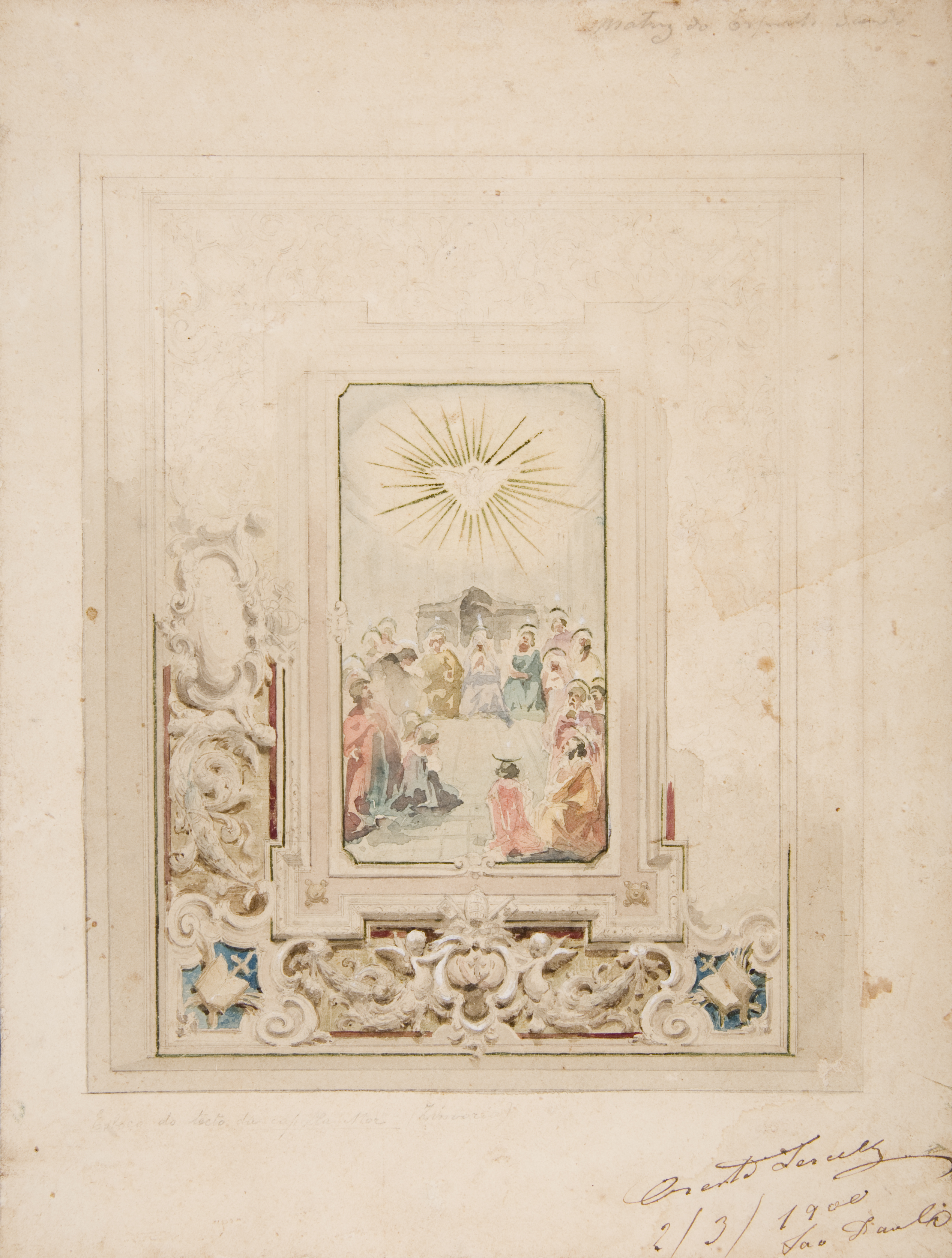
Illustrazione ad acquerello di un soffitto, di Oreste Sercelli
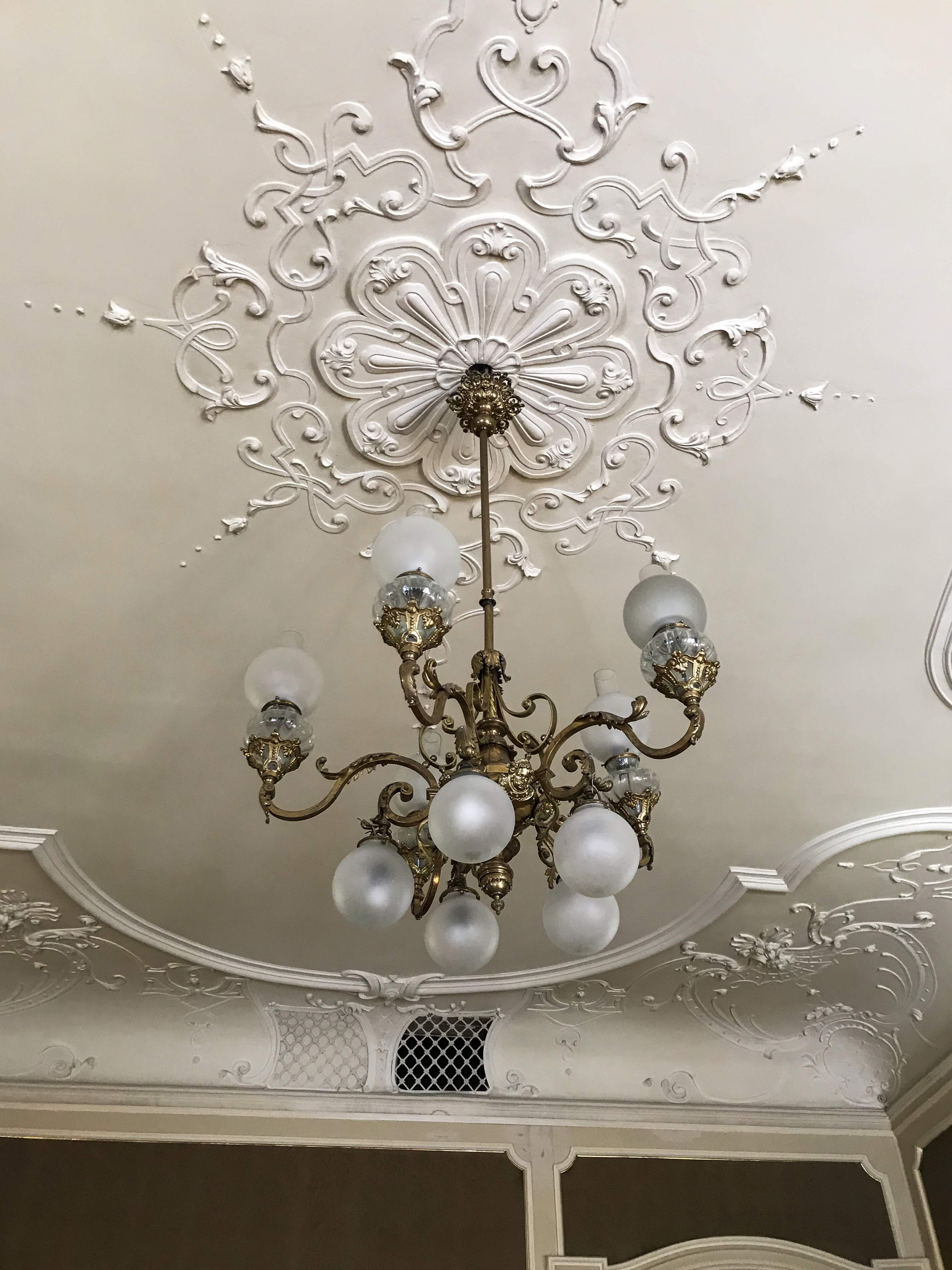
Soffitto neobarocco nella Casa degli scienziati, a Leopoli (Ucraina)
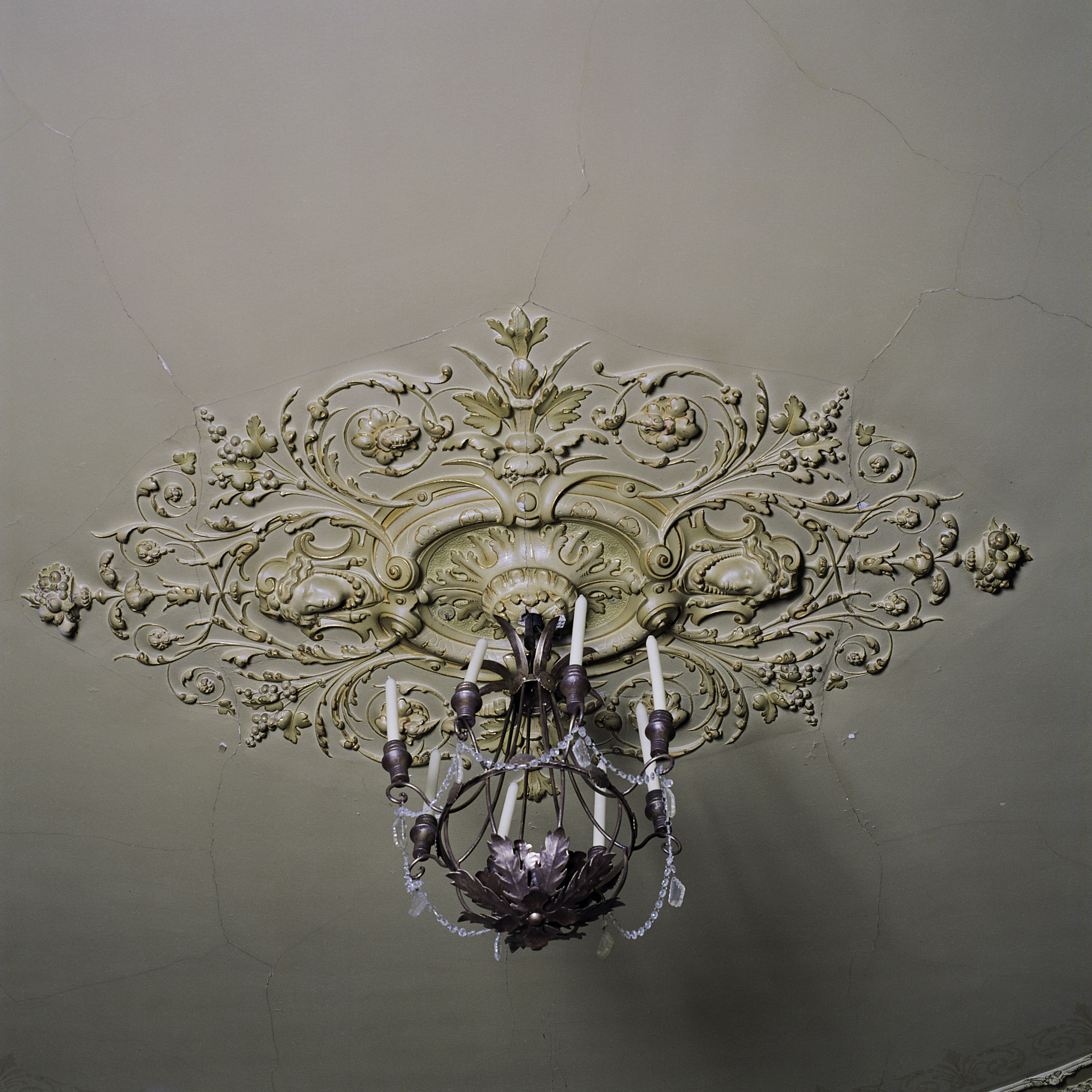
Particolare di un soffitto in stucco di Baarn (Paesi Bassi)
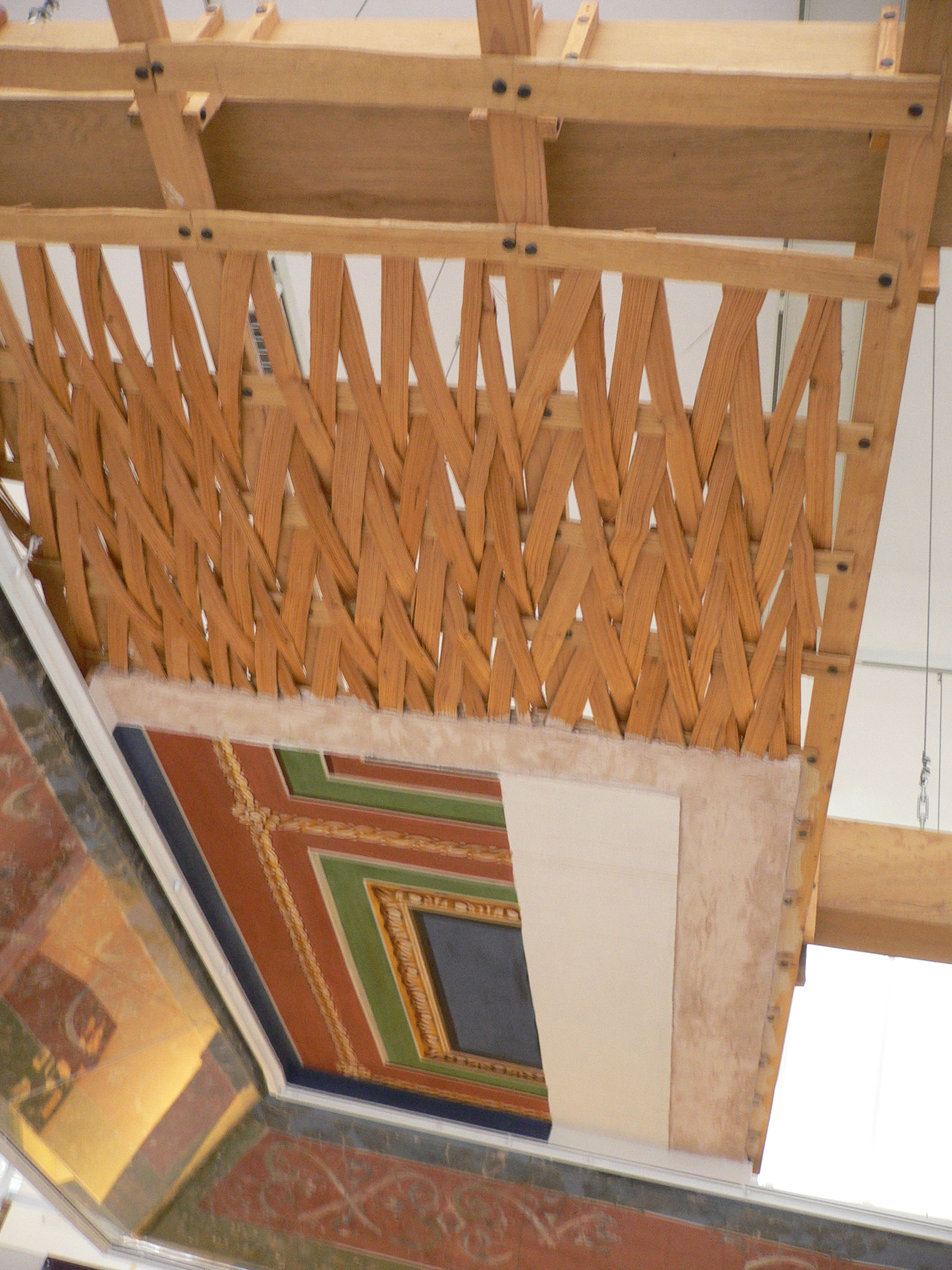
Ricostruzione dimostrativa di un controsoffitto romano in un palazzo imperiale del 306 d.C. circa a Treviri
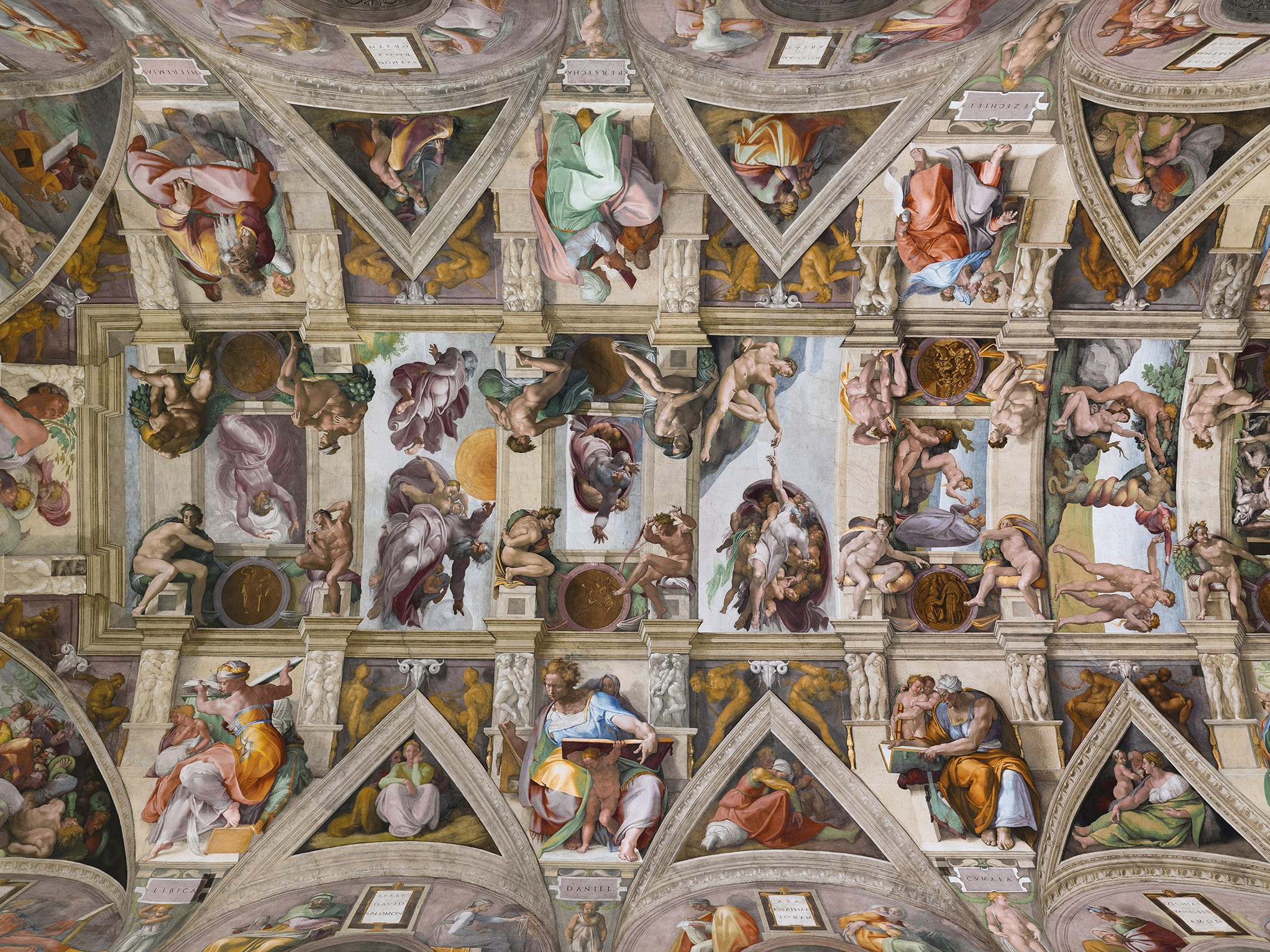
Parte del soffitto della Cappella Sistina nella Città del Vaticano a Roma, che mostra il soffitto in relazione agli altri affreschi
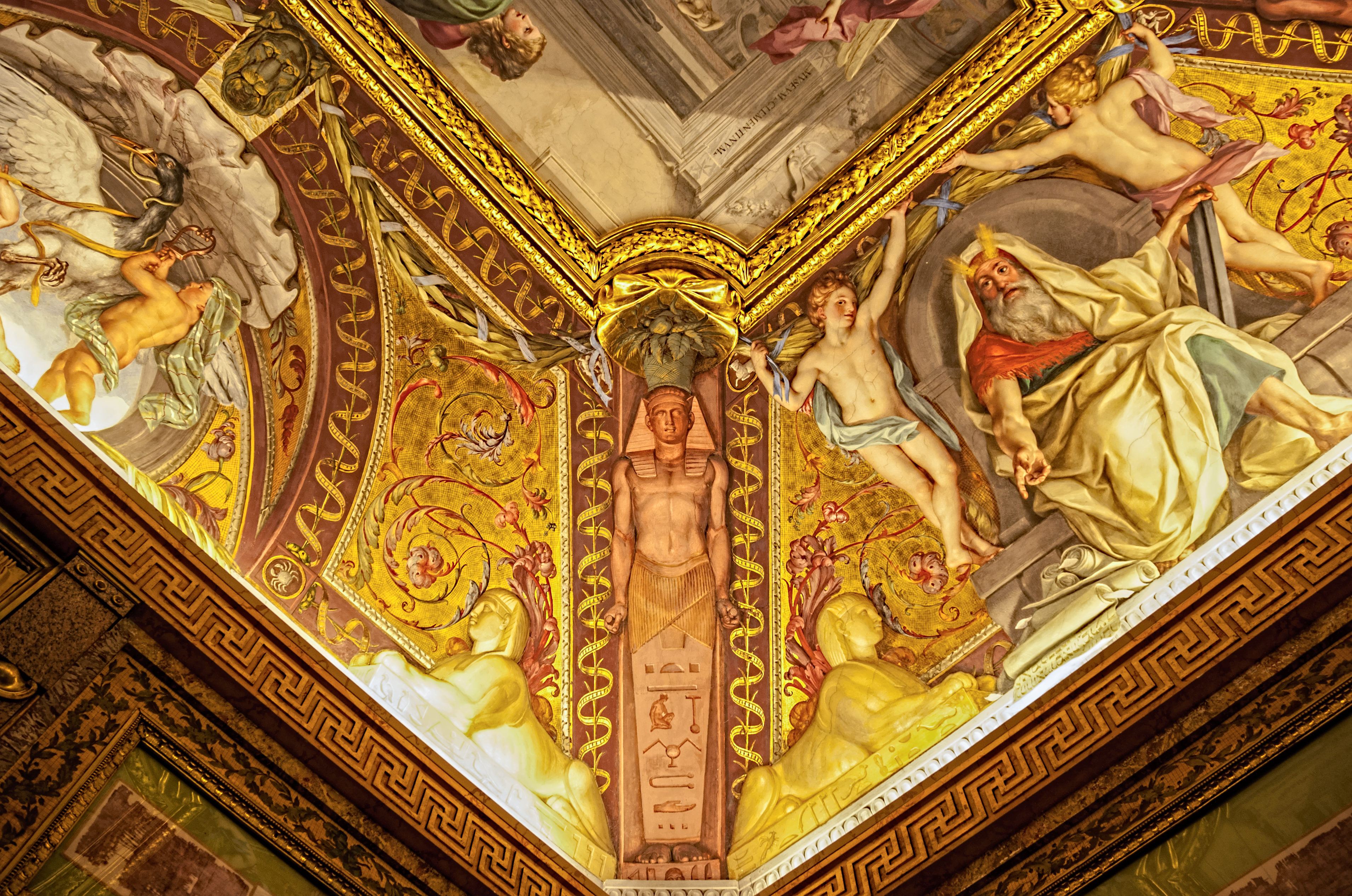
Angolo del soffitto della Sala dei Papiri, nei Musei Vaticani
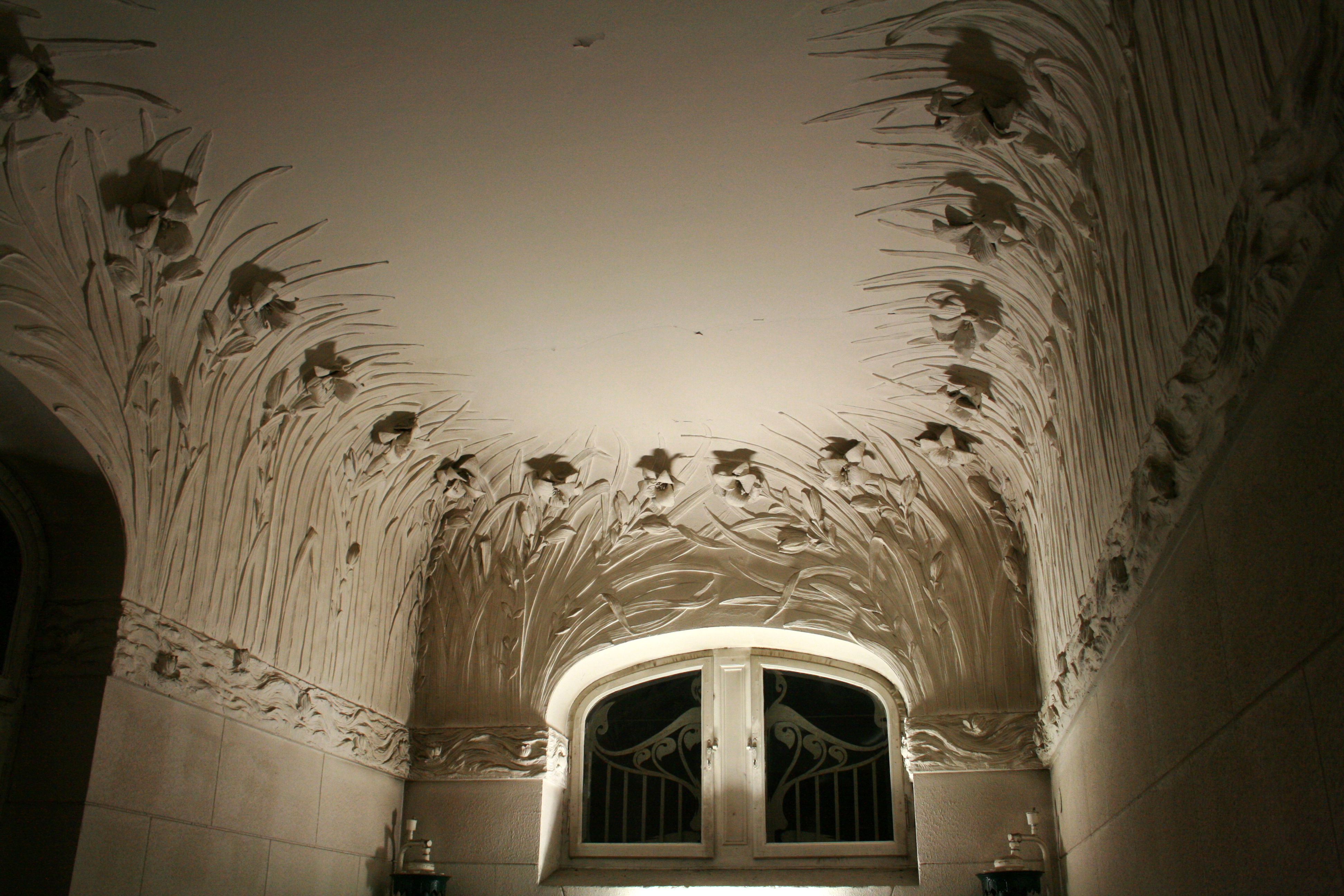
Soffitto della Villa Schutzenberger di Strasburgo (Francia), decorato con ornamenti Art Nouveau
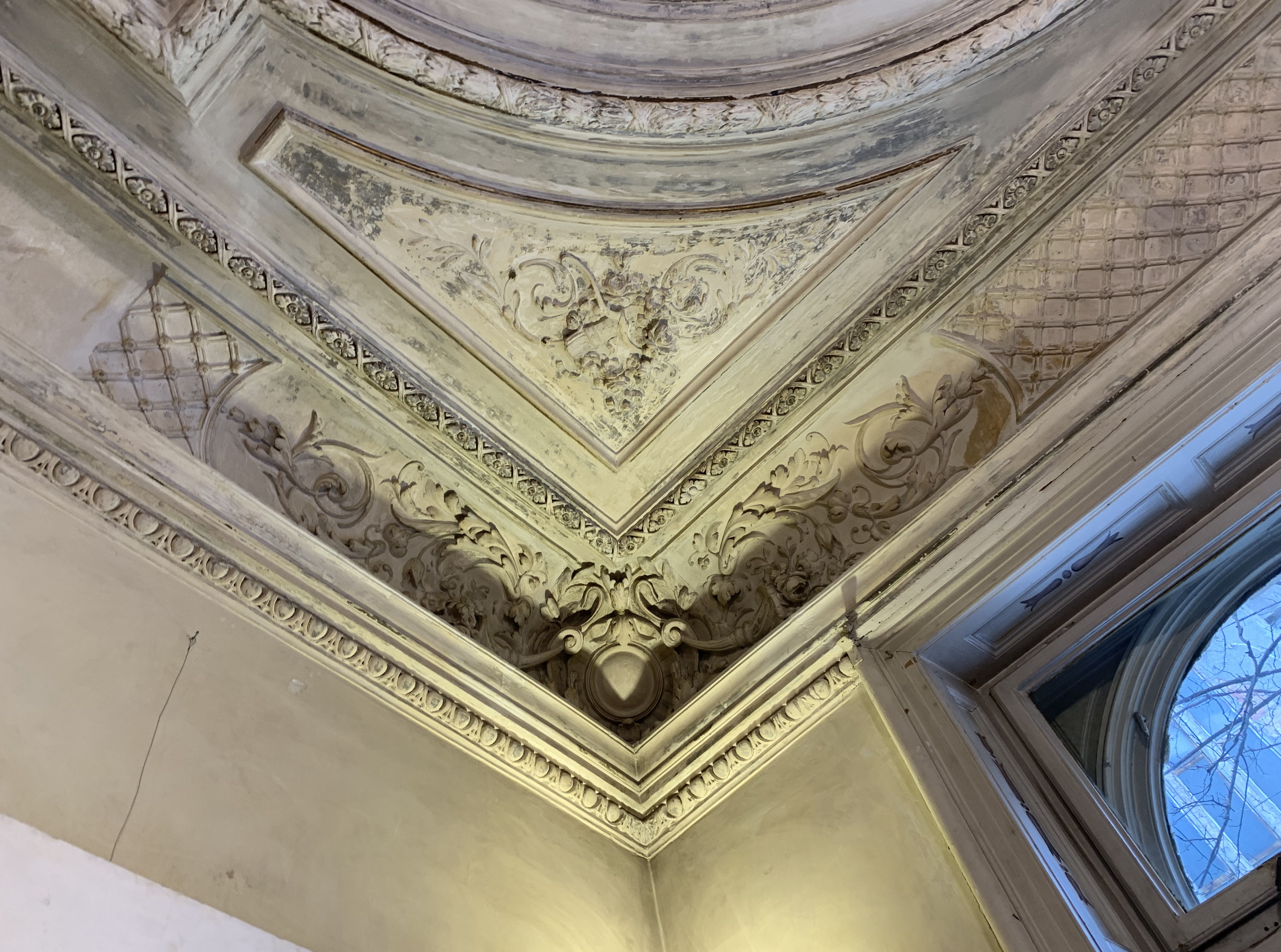
Angolo un soffitto con stucchi nella Dimitrie Sturdza House, da Bucarest (Romania)
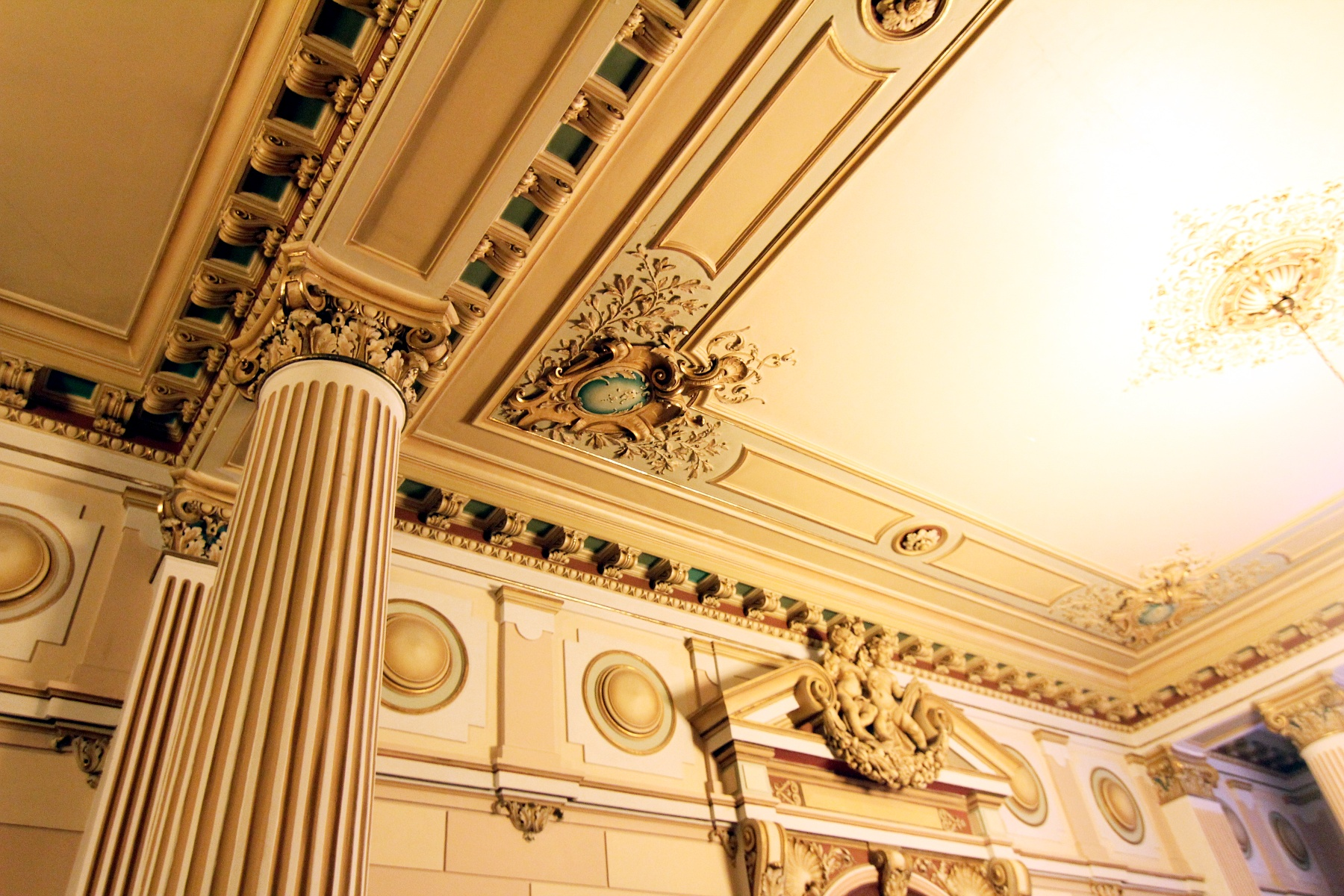
Soffitto neoclassico del Palazzo Bragadiru, a Bucarest
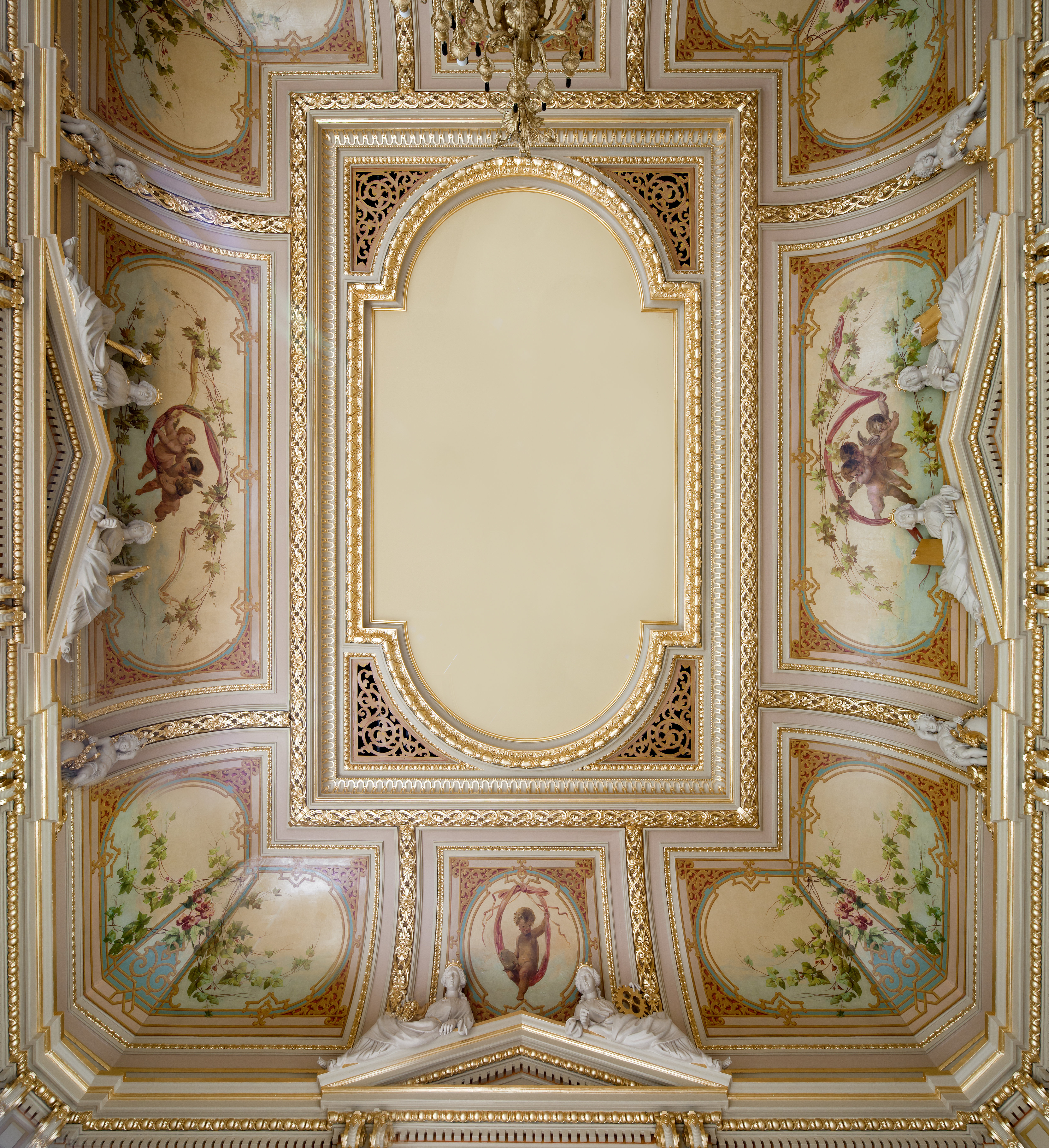
Soffitto dipinto a Liegi (Belgio)
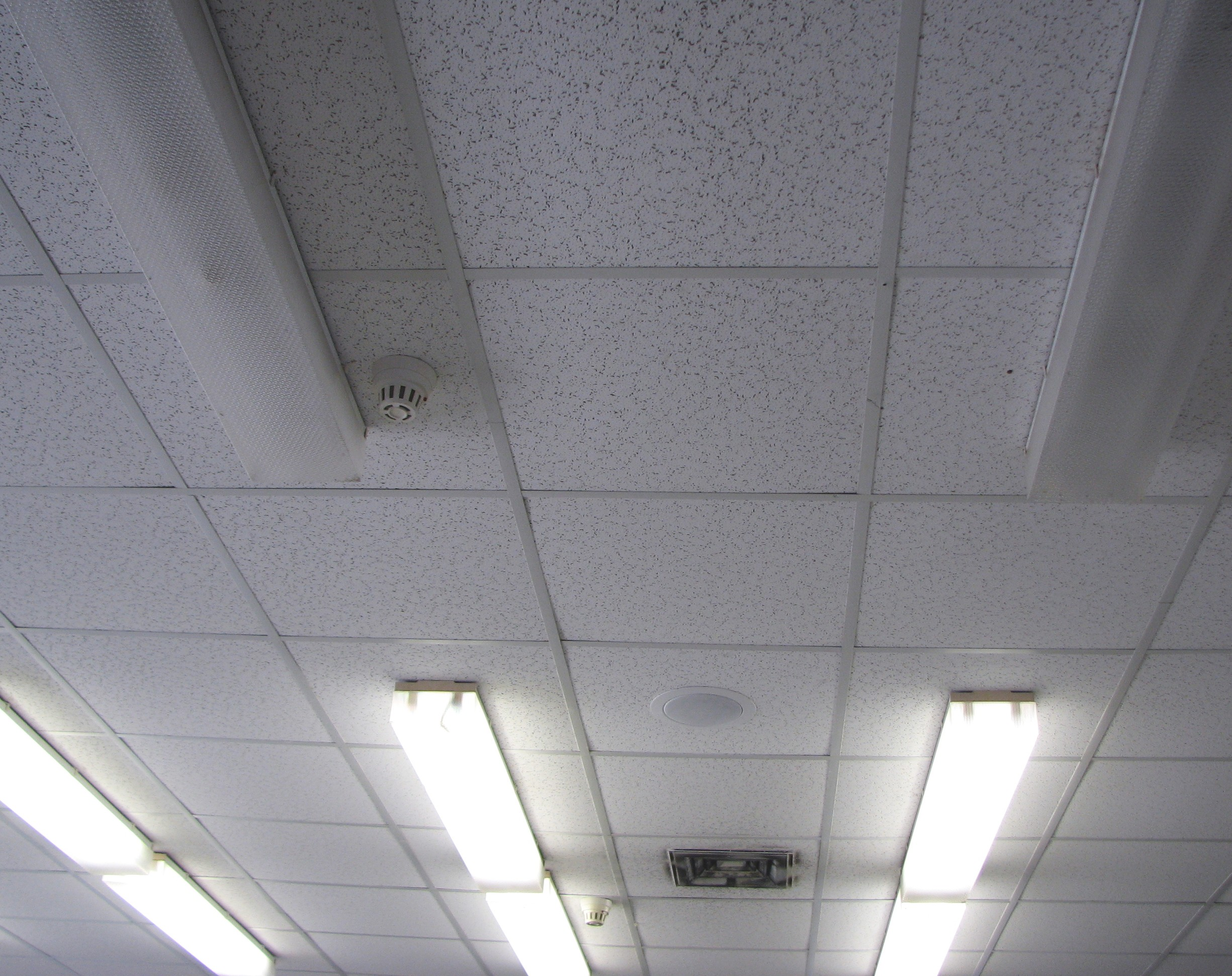
Controsoffitto
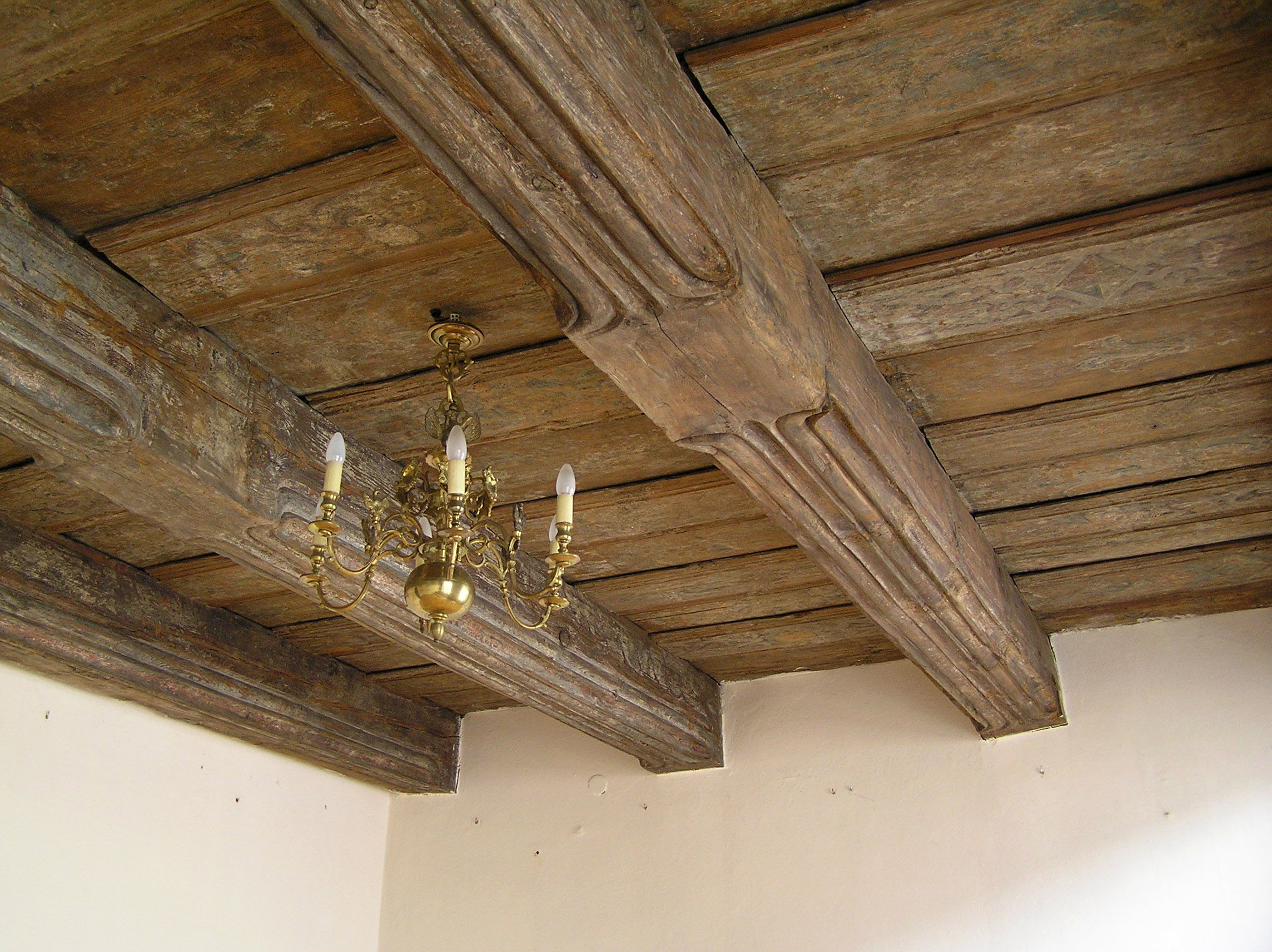
Soffitto con travi in legno